# Mittenwaldbahn
| |                                                                 |                                                   |                                                   |
| Streckennummer (DB): | 5504                                                            |                                                   |                                                   |
| Streckennummer (ÖBB): | 351 01                                                          |                                                   |                                                   |
| Kursbuchstrecke (DB): | 960                                                             |                                                   |                                                   |
| Kursbuchstrecke (ÖBB): | 410                                                             |                                                   |                                                   |
| Kursbuchstrecke: | 402 (Mittenwald – Garmisch-Partenkirchen 1946)                  |                                                   |                                                   |
| Streckenlänge: | 56,116 km                                                       |                                                   |                                                   |
| Spurweite: | 1435 mm (Normalspur)                                            |                                                   |                                                   |
| Streckenklasse: | D4 (Innsbruck Westbf–Grenze) CE (Garmisch-Partenkirchen–Grenze) |                                                   |                                                   |
| Stromsystem: | 15 kV 16,7 Hz ~                                                 |                                                   |                                                   |
| Maximale Neigung: | 38 ‰                                                            |                                                   |                                                   |
| Minimaler Radius: | 200 m                                                           |                                                   |                                                   |
| Streckengeschwindigkeit: | 70 km/h                                                         |                                                   |                                                   |
| Zugbeeinflussung: | PZB                                                             |                                                   |                                                   |
| |                                                                 |                                                   |                                                   |
| \| \| \| von Innsbruck Hbf \| \| \| \| 0,000 \| Innsbruck Westbf \| Innsbruck Westbf \| \| \| \| nach Bludenz \| \| \| \| 0,800 \| Inntalviadukt (230,5 m, Stahl/Stein) \| Inntalviadukt (230,5 m, Stahl/Stein) \| \| \| 1,200 \| Innbrücke (108,4 m, Stahl) \| Innbrücke (108,4 m, Stahl) \| \| \| 1,782 \| Innsbruck Hötting \| Innsbruck Hötting \| \| \| 2,200 \| Tiroler Straße (38 m, Stahl) \| Tiroler Straße (38 m, Stahl) \| \| \| 3,739 \| Allerheiligenhöfe \| 631 m ü. A. \| \| \| 5,025 \| Kerschbuchtunnel (214,23 m) \| Kerschbuchtunnel (214,23 m) \| \| \| 5,618 \| Kranebitterklammtunnel (34,65 m) \| Kranebitterklammtunnel (34,65 m) \| \| \| 5,718 \| Kranebitten \| 697 m ü. A. \| \| \| 5,800 \| Klammbach-Brücke (34 m, Beton) \| Klammbach-Brücke (34 m, Beton) \| \| \| 7,004 \| Lawinenschutzgalerie (66 m) \| Lawinenschutzgalerie (66 m) \| \| \| 7,206 \| Martinswand \| Martinswand \| \| \| 7,370 \| Hechenbergtunnel (26,02 m) \| Hechenbergtunnel (26,02 m) \| \| \| \| Steinschlaggalerie (15 m[3]) \| \| \| \| 7,900 \| Meilbrunnen-Brücke (15 m, Beton) \| Meilbrunnen-Brücke (15 m, Beton) \| \| \| 8,500 \| Finstertal-Viadukt (54 m, Beton) \| Finstertal-Viadukt (54 m, Beton) \| \| \| 8,922 \| An der Wand I Tunnel (109 m) \| An der Wand I Tunnel (109 m) \| \| \| 9,030 \| Jaufental-Brücke (Beton) \| Jaufental-Brücke (Beton) \| \| \| 9,048 \| An der Wand II Tunnel (202 m) \| An der Wand II Tunnel (202 m) \| \| \| 9,250 \| Galerie Martinswand (228 m) \| Galerie Martinswand (228 m) \| \| \| 9,477 \| Martinswandtunnel (1.810,23 m) \| Martinswandtunnel (1.810,23 m) \| \| \| 11,300 \| Ehnbach-Brücke \| Ehnbach-Brücke \| \| \| 11,477 \| Ehnbachtunnel (347,22 m) \| Ehnbachtunnel (347,22 m) \| \| \| 11,898 \| Brunntaltunnel (99,30 m) \| Brunntaltunnel (99,30 m) \| \| \| 12,713 \| Hochzirl \| 922 m ü. A. \| \| \| 13,139 \| Vorberg I Tunnel (147,77 m) \| Vorberg I Tunnel (147,77 m) \| \| \| 13,303 \| Vorberg II Tunnel (97,65 m) \| Vorberg II Tunnel (97,65 m) \| \| \| 13,564 \| Vorberg III Tunnel (46,82 m) \| Vorberg III Tunnel (46,82 m) \| \| \| 13,700 \| Vorberg-Viadukt (117 m, Beton) \| Vorberg-Viadukt (117 m, Beton) \| \| \| 14,005 \| Vorberg IV Tunnel (43,62 m) \| Vorberg IV Tunnel (43,62 m) \| \| \| 14,207 \| Schloßbachtunnel (721,52 m) \| Schloßbachtunnel (721,52 m) \| \| \| 14,900 \| Schlossbachgrabenbrücke (66 m, Stahl) \| Schlossbachgrabenbrücke (66 m, Stahl) \| \| \| 15,069 \| Pflegertaltunnel (31,77 m) \| Pflegertaltunnel (31,77 m) \| \| \| 15,100 \| Pflegertal-Brücke (18,5 m, Beton) \| Pflegertal-Brücke (18,5 m, Beton) \| \| \| 15,137 \| Fragensteintunnel (394,62 m) \| Fragensteintunnel (394,62 m) \| \| \| 15,600 \| Lehnen-Viadukt (28 m, Beton) \| Lehnen-Viadukt (28 m, Beton) \| \| \| 15,800 \| Kaiserstand-Viadukt (46,8 m, Beton) \| Kaiserstand-Viadukt (46,8 m, Beton) \| \| \| 16,783 \| Leithen \| Leithen \| \| \| 17,817 \| Leithener Tunnel (84,29 m) \| Leithener Tunnel (84,29 m) \| \| \| 18,200 \| Gurgelbach-Viadukt (75,4 m, Beton) \| Gurgelbach-Viadukt (75,4 m, Beton) \| \| \| 18,835 \| Reith \| 1120 m ü. A. \| \| \| 20,500 \| Hermelebach-Viadukt (20 m, Beton) \| Hermelebach-Viadukt (20 m, Beton) \| \| \| 21,001 \| Anschlussbahn (Awanst Unterwerk Seefeld) \| Anschlussbahn (Awanst Unterwerk Seefeld) \| \| \| 22,427 \| Seefeld in Tirol \| 1182 m ü. A. \| \| \| 24,943 \| Seefeld Play Castle \| Seefeld Play Castle \| \| \| 25,980 \| Ankerschlag \| Ankerschlag \| \| \| 29,226 \| Gießenbach in Tirol \| 1019 m ü. A. \| \| \| 29,400 \| Gießenbach (21,3 m, Stahl) \| Gießenbach (21,3 m, Stahl) \| \| \| 32,100 \| Isar (26,6 m, Stahl) \| Isar (26,6 m, Stahl) \| \| \| 32,491 \| Scharnitz \| 964 m ü. A. \| \| \| 33,160123,527 \| Staatsgrenze Österreich / Deutschland \| Staatsgrenze Österreich / Deutschland \| \| \| 119,270 \| Isar (40 m) \| Isar (40 m) \| \| \| 118,540 \| Mittenwald \| 914 m ü. NN \| \| \| 112,249 \| Klais \| 933 m ü. NN \| \| \| \| \| \| \| \| 107,334 \| Kaltenbrunn (Oberbay) (PV bis 2. Juni 1984) \| 855 m ü. NN \| \| \| \| \| \| \| \| 102,340 \| Garmisch-Partenkirchen Kainzenbad \| Garmisch-Partenkirchen Kainzenbad \| \| \| \| (bei Veranstaltungen, bis 3. Juni 1984 planmäßig) \| \| \| \| \| von Kempten \| \| \| \| \| von der Zugspitze \| \| \| \| \| Garmisch-Partenkirchen \| \| \| \| 100,551 \| Garmisch-Partenkirchen \| 708 m ü. NN \| \| \| \| nach München \| \| |                                                                 |                                                   |                                                   |
| |                                                                 | von Innsbruck Hbf                                 |                                                   |
| Bahnhof | 0,000                                                           | Innsbruck Westbf                                  | Innsbruck Westbf                                  |
| Abzweig geradeaus und nach links |                                                                 | nach Bludenz                                      | nach Bludenz                                      |
| Brücke | 0,800                                                           | Inntalviadukt (230,5 m, Stahl/Stein)              | Inntalviadukt (230,5 m, Stahl/Stein)              |
| Brücke über Wasserlauf | 1,200                                                           | Innbrücke (108,4 m, Stahl)                        | Innbrücke (108,4 m, Stahl)                        |
| Bahnhof | 1,782                                                           | Innsbruck Hötting                                 | Innsbruck Hötting                                 |
| Brücke | 2,200                                                           | Tiroler Straße (38 m, Stahl)                      | Tiroler Straße (38 m, Stahl)                      |
| Haltepunkt / Haltestelle | 3,739                                                           | Allerheiligenhöfe                                 | 631 m ü. A.                                       |
| Tunnel | 5,025                                                           | Kerschbuchtunnel (214,23 m)                       | Kerschbuchtunnel (214,23 m)                       |
| Tunnel | 5,618                                                           | Kranebitterklammtunnel (34,65 m)                  | Kranebitterklammtunnel (34,65 m)                  |
| Haltepunkt / Haltestelle | 5,718                                                           | Kranebitten                                       | 697 m ü. A.                                       |
| Brücke über Wasserlauf | 5,800                                                           | Klammbach-Brücke (34 m, Beton)                    | Klammbach-Brücke (34 m, Beton)                    |
| Tunnel | 7,004                                                           | Lawinenschutzgalerie (66 m)                       | Lawinenschutzgalerie (66 m)                       |
| Dienststation / Betriebs- oder Güterbahnhof | 7,206                                                           | Martinswand                                       | Martinswand                                       |
| Tunnel | 7,370                                                           | Hechenbergtunnel (26,02 m)                        | Hechenbergtunnel (26,02 m)                        |
| Tunnel |                                                                 | Steinschlaggalerie (15 m)                         | Steinschlaggalerie (15 m)                         |
| Brücke | 7,900                                                           | Meilbrunnen-Brücke (15 m, Beton)                  | Meilbrunnen-Brücke (15 m, Beton)                  |
| Brücke | 8,500                                                           | Finstertal-Viadukt (54 m, Beton)                  | Finstertal-Viadukt (54 m, Beton)                  |
| Tunnel | 8,922                                                           | An der Wand I Tunnel (109 m)                      | An der Wand I Tunnel (109 m)                      |
| Brücke über Wasserlauf | 9,030                                                           | Jaufental-Brücke (Beton)                          | Jaufental-Brücke (Beton)                          |
| Tunnel | 9,048                                                           | An der Wand II Tunnel (202 m)                     | An der Wand II Tunnel (202 m)                     |
| Tunnel | 9,250                                                           | Galerie Martinswand (228 m)                       | Galerie Martinswand (228 m)                       |
| Tunnel | 9,477                                                           | Martinswandtunnel (1.810,23 m)                    | Martinswandtunnel (1.810,23 m)                    |
| Brücke über Wasserlauf | 11,300                                                          | Ehnbach-Brücke                                    | Ehnbach-Brücke                                    |
| Tunnel | 11,477                                                          | Ehnbachtunnel (347,22 m)                          | Ehnbachtunnel (347,22 m)                          |
| Tunnel | 11,898                                                          | Brunntaltunnel (99,30 m)                          | Brunntaltunnel (99,30 m)                          |
| Bahnhof | 12,713                                                          | Hochzirl                                          | 922 m ü. A.                                       |
| Tunnel | 13,139                                                          | Vorberg I Tunnel (147,77 m)                       | Vorberg I Tunnel (147,77 m)                       |
| Tunnel | 13,303                                                          | Vorberg II Tunnel (97,65 m)                       | Vorberg II Tunnel (97,65 m)                       |
| Tunnel | 13,564                                                          | Vorberg III Tunnel (46,82 m)                      | Vorberg III Tunnel (46,82 m)                      |
| Brücke | 13,700                                                          | Vorberg-Viadukt (117 m, Beton)                    | Vorberg-Viadukt (117 m, Beton)                    |
| Tunnel | 14,005                                                          | Vorberg IV Tunnel (43,62 m)                       | Vorberg IV Tunnel (43,62 m)                       |
| Tunnel | 14,207                                                          | Schloßbachtunnel (721,52 m)                       | Schloßbachtunnel (721,52 m)                       |
| Brücke über Wasserlauf | 14,900                                                          | Schlossbachgrabenbrücke (66 m, Stahl)             | Schlossbachgrabenbrücke (66 m, Stahl)             |
| Tunnel | 15,069                                                          | Pflegertaltunnel (31,77 m)                        | Pflegertaltunnel (31,77 m)                        |
| Brücke | 15,100                                                          | Pflegertal-Brücke (18,5 m, Beton)                 | Pflegertal-Brücke (18,5 m, Beton)                 |
| Tunnel | 15,137                                                          | Fragensteintunnel (394,62 m)                      | Fragensteintunnel (394,62 m)                      |
| Brücke | 15,600                                                          | Lehnen-Viadukt (28 m, Beton)                      | Lehnen-Viadukt (28 m, Beton)                      |
| Brücke | 15,800                                                          | Kaiserstand-Viadukt (46,8 m, Beton)               | Kaiserstand-Viadukt (46,8 m, Beton)               |
| Haltepunkt / Haltestelle | 16,783                                                          | Leithen                                           | Leithen                                           |
| Tunnel | 17,817                                                          | Leithener Tunnel (84,29 m)                        | Leithener Tunnel (84,29 m)                        |
| Brücke über Wasserlauf | 18,200                                                          | Gurgelbach-Viadukt (75,4 m, Beton)                | Gurgelbach-Viadukt (75,4 m, Beton)                |
| Bahnhof | 18,835                                                          | Reith                                             | 1120 m ü. A.                                      |
| Brücke über Wasserlauf | 20,500                                                          | Hermelebach-Viadukt (20 m, Beton)                 | Hermelebach-Viadukt (20 m, Beton)                 |
| Abzweig geradeaus und nach rechts | 21,001                                                          | Anschlussbahn (Awanst Unterwerk Seefeld)          | Anschlussbahn (Awanst Unterwerk Seefeld)          |
| Bahnhof | 22,427                                                          | Seefeld in Tirol                                  | 1182 m ü. A.                                      |
| ehemaliger Haltepunkt / Haltestelle | 24,943                                                          | Seefeld Play Castle                               | Seefeld Play Castle                               |
| ehemaliger Haltepunkt / Haltestelle | 25,980                                                          | Ankerschlag                                       | Ankerschlag                                       |
| Haltepunkt / Haltestelle | 29,226                                                          | Gießenbach in Tirol                               | 1019 m ü. A.                                      |
| Brücke über Wasserlauf | 29,400                                                          | Gießenbach (21,3 m, Stahl)                        | Gießenbach (21,3 m, Stahl)                        |
| Brücke über Wasserlauf | 32,100                                                          | Isar (26,6 m, Stahl)                              | Isar (26,6 m, Stahl)                              |
| Bahnhof | 32,491                                                          | Scharnitz                                         | 964 m ü. A.                                       |
| Grenze | 33,160123,527                                                   | Staatsgrenze Österreich / Deutschland             | Staatsgrenze Österreich / Deutschland             |
| Brücke über Wasserlauf | 119,270                                                         | Isar (40 m)                                       | Isar (40 m)                                       |
| Bahnhof | 118,540                                                         | Mittenwald                                        | 914 m ü. NN                                       |
| Bahnhof | 112,249                                                         | Klais                                             | 933 m ü. NN                                       |
| |                                                                 |                                                   |                                                   |
| Dienststation / Betriebs- oder Güterbahnhof | 107,334                                                         | Kaltenbrunn (Oberbay) (PV bis 2. Juni 1984)       | 855 m ü. NN                                       |
| |                                                                 |                                                   |                                                   |
| Haltepunkt / Haltestelle | 102,340                                                         | Garmisch-Partenkirchen Kainzenbad                 | Garmisch-Partenkirchen Kainzenbad                 |
| Verschwenkung von links |                                                                 | (bei Veranstaltungen, bis 3. Juni 1984 planmäßig) | (bei Veranstaltungen, bis 3. Juni 1984 planmäßig) |
| Abzweig geradeaus und von links |                                                                 | von Kempten                                       | von Kempten                                       |
| Strecke · Strecke von links |                                                                 | von der Zugspitze                                 | von der Zugspitze                                 |
| Strecke · Kopfbahnhof Streckenende |                                                                 | Garmisch-Partenkirchen                            | Garmisch-Partenkirchen                            |
| Bahnhof | 100,551                                                         | Garmisch-Partenkirchen                            | 708 m ü. NN                                       |
| |                                                                 | nach München                                      |                                                   |

Koordinaten: 47° 26′ 22,8″ N, 11° 15′ 55,9″ O
Die Mittenwaldbahn, auch Karwendelbahn genannt, ist eine 56 Kilometer lange, durchgehend eingleisige und elektrifizierte Eisenbahnstrecke in den österreichischen und deutschen Alpen. Sie verbindet Innsbruck über Seefeld (beide in Tirol, Österreich) mit Mittenwald und Garmisch-Partenkirchen (beide in Bayern, Deutschland).
Der österreichische Streckenabschnitt von Innsbruck nach Scharnitz Grenze wurde als elektrische Lokalbahn von den Ingenieuren und Bauunternehmern Josef Riehl und Wilhelm Carl von Doderer auf Kosten der von ihnen gegründeten Mittenwaldbahn AG gebaut, am 26. Oktober 1912 durch die k.k. Staatsbahnen feierlich eröffnet und am 28. Oktober 1912 dem öffentlichen Verkehr übergeben. Der bayerische Abschnitt von Scharnitz Grenze über Mittenwald nach Garmisch-Partenkirchen wurde von den Königlich Bayerischen Staatseisenbahnen errichtet und bereits am 1. Juli 1912 eröffnet. Die Strecke wurde gemeinsam von den Staatsbahnen Österreichs und Bayerns betrieben.
Die Bahnstrecke war eine der ersten mit hochgespanntem einphasigem Wechselstrom betriebenen Bahnen und erste elektrische Vollbahn in Österreich. Dadurch hatte sie großen Einfluss auf die Normen des elektrischen Bahnbetriebes in Mitteleuropa. Als Mittenwaldbahn wird heutzutage nur noch der Streckenteil zwischen Innsbruck und Garmisch-Partenkirchen bezeichnet, der zusammen mit der Außerfernbahn das jenseits des Fernpasses gelegene Außerfern an Tirol anbindet.
Betreiber der Infrastruktur ist zwischen Garmisch-Partenkirchen und der Staatsgrenze bei Scharnitz die DB InfraGO, zwischen Scharnitz Grenze und Innsbruck die ÖBB-Infrastruktur.

## Geografie

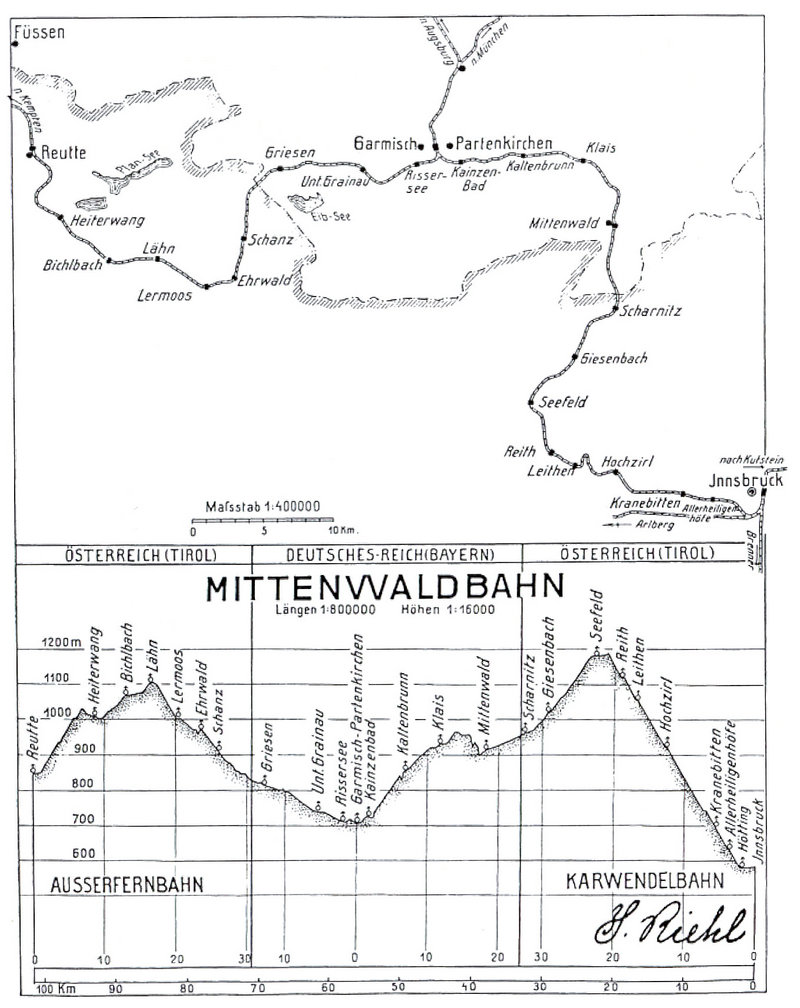
Übersicht der Streckenführung und des Höhenprofils von 1913

Die Karwendelbahn führt überwiegend in Süd-Nord-Richtung zwischen mehreren Teilgebirgen der Nördlichen Kalkalpen hindurch. Im Süden verläuft sie aus dem Inntal von Innsbruck kommend unter anderen über Hochzirl und vorbei am Zirler Berg über den Seefelder Sattel nach Seefeld, das zwischen Mieminger Gebirge und Wettersteingebirge im Westen und der Erlspitzgruppe des Karwendelgebirges im Osten liegt.
Von dort führt sie zwischen der Nördlichen Karwendelkette im Osten und der Arnspitzgruppe im Westen durch die Talenge von Scharnitz und über die Grenze Österreich–Deutschland nach Mittenwald; ab Scharnitz führt sie ein Stück entlang des Oberlaufs der Isar. Danach knickt sie nach Westen ab, wobei sie zwischen Wettersteingebirge im Süden und Estergebirge im Norden nach Garmisch-Partenkirchen führt.
Bemerkenswert an der Trassenführung der Karwendelbahn ist die lange tunnelreiche Hanglehnenstrecke bis zur Martinswand, zwischen den Haltestellen Kranebitten und Hochzirl, wobei durch die Felswand der Martinswandtunnel (1810,23 m) als längster Tunnel der Strecke führt. Etwas nordwestlich von Hochzirl ist die Strecke in der Südflanke des Rauenkopfs und Südwestflanke des Brunstkopfs, den Schlossbach kreuzend, als langgestreckte Kehre mit Brücken und Tunneln angelegt. Unweit südwestlich dieser Kehre passiert sie den Zirler Berg.

## Geschichte

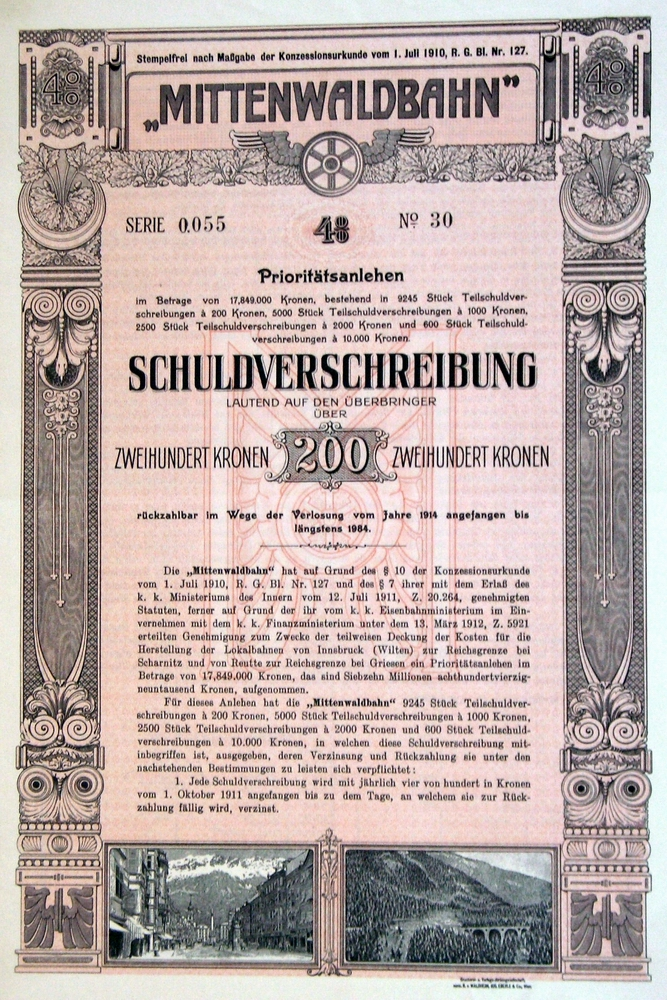
Anleihe zur Finanzierung des österreichischen Teils der Mittenwaldbahn, Innsbruck, 1912

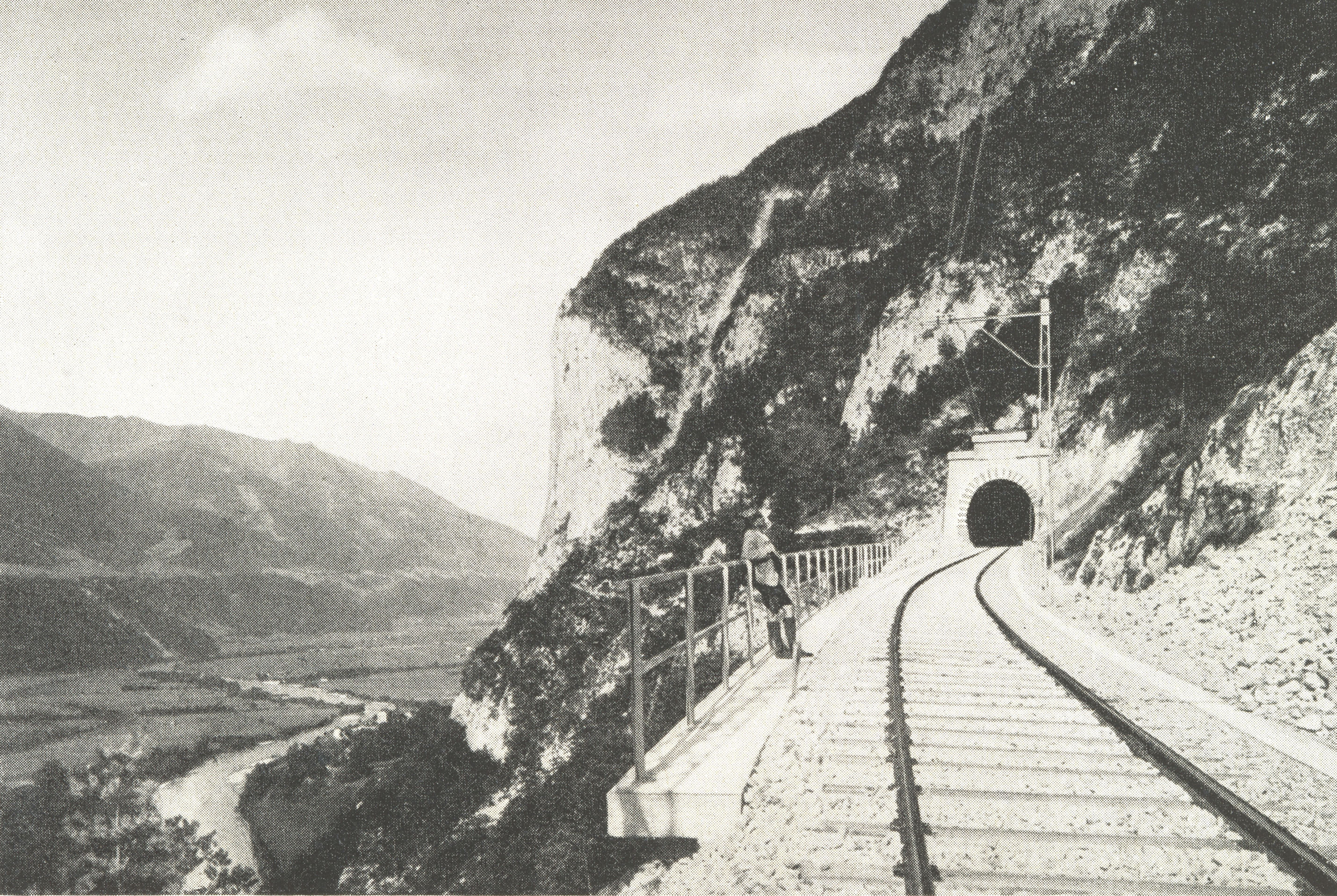
Die Trasse in der Martinswand kurz nach Fertigstellung

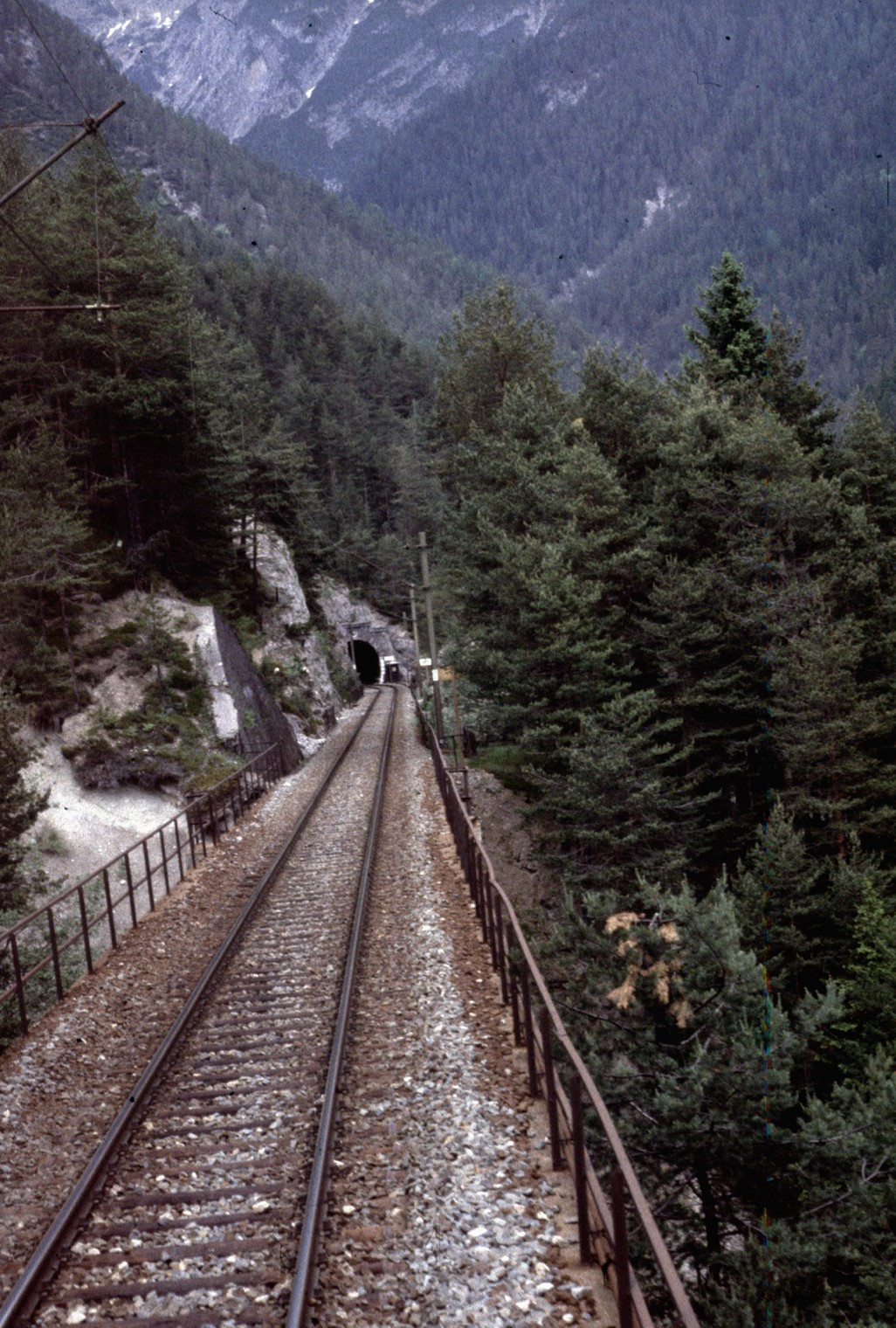
Karwendelbahn auf dem Abschnitt Seefeld–Innsbruck

### Ideen und Planungen
Der Ingenieur und Bauunternehmer Josef Riehl hatte bereits Ende der 1880er Jahre dem k.k. Ministerium für Handel und Volkswirthschaft ein Projekt vorgelegt, welches eine Trassierung von Innsbruck zuerst nach Hall und dann nach einer Kehre vorwiegend in Tunneln bis nach Seefeld vorsah. Um den Auftrag für dieses Vorhaben zu erhalten, nahm er jahrelange Auseinandersetzungen um die Finanzierung des Projekts in Kauf und riskierte hunderttausende Kronen für Vorauslagen, ohne Garantie diese je wieder zurückzuerhalten.
Im Staatsvertrag von Österreich-Ungarn mit Bayern vom 22. November 1904 wurde auch die Mittenwaldbahn berücksichtigt. Die Pläne für das Teilstück Innsbruck–Reith waren 1907 fertig. Streitigkeiten gab es mit den Befürwortern einer Fernbahn längs des Fernpasses zwischen Reutte im Außerfern und Imst im Inntal, die den Umweg über Garmisch-Partenkirchen erspart hätte. Als Riehl endlich die Zustimmung der Behörden für den Bau der Mittenwaldbahn auf der österreichisch-ungarischen Seite der Grenze erhalten hatte, bildete er für die Bauausführung eine Arbeitsgemeinschaft mit dem Ingenieur und Bauunternehmer Wilhelm Carl von Doderer. Die Bauleitung oblag von Seiten Riehls Ing. Karl Innerebner und auf Seiten von Doderers Ing. August Mayer. Der Auftrag umfasste alle für den Betrieb der Bahn notwendigen Einrichtungen; neben dem Trassenbau also auch den Grunderwerb, den Fuhrpark, die elektrischen Einrichtungen und das Kraftwerk am Ruetzbach. Als nicht zu überschreitenden Pauschalpreis erhielten die Bauunternehmer Riehl und von Doderer 24.401.700 Kronen. Sie trugen somit alleine das Risiko möglicher Kostenüberschreitungen.
Gemessen an ihrer Länge gehörte die Mittenwaldbahn wegen der vielen Tunnelbauten zu den seinerzeit teuersten Bahnprojekten. Sie wurde von Anfang an für den elektrischen Betrieb geplant. Für die Energieversorgung wurde in der Nähe der Stephansbrücke im Stubaital das Ruetzkraftwerk gebaut, welches zweimal 4000 Pferdestärken lieferte. Erst in der weiteren Folge sollte der bayerische Streckenteil durch das Kraftwerk Walchensee versorgt werden, welches allerdings erst 1924 fertiggestellt wurde.

### Errichtung und Inbetriebnahme
Die Bauarbeiten im österreichischen Teil begannen am 10. März 1910 mit dem Anschlagen des Martinswandtunnels, ab Anfang April wurde von Kranebitten bis zum Schlossbachgraben gearbeitet. Der Martinswandtunnel wurde von beiden Seiten aufgefahren. Der Bau des Tunnels in der Martinswand war besonders aufwendig, da der Zugang zu den Stollenmundlöchern sehr schwierig war. Deshalb wurde für den Personen- und Materialtransport ein Schrägaufzug zum östlichen Tunnelmund errichtet, der sogenannte Bremsberg. Der Bremsberg überwand von der Reichsstraße bis zum Tunnelmund einen Höhenunterschied von 250 Metern.:29–31 Der Tunnel wurde zunächst in Handarbeit aufgefahren, bis ab August 1910 elektrische betriebene Presslufthammer zur Verfügung standen. Hierfür musste eine 17 km lange Hochspannungsleitung vom Innsbrucker Sillwerk verlegt werden.:22 Benzinlokomotiven brachten das Gestein zu den Halden. Eindringendes Wasser unterbrach die Bauarbeiten an der Westseite des Tunnels, eine elektrische Pumpanlage musste aufgestellt werden. Die Wohnbaracken an der Ostseite mussten aufgrund von Platzmangel weit unterhalb am steilen Rand angelegt werden. Nach einer Bauzeit von etwa 14 Monaten fand am 16. Mai 1911 der Durchschlag des Martinswandtunnels statt.:23
Für die Überquerung des Inntals waren umfangreiche Bauwerke erforderlich. Neben mehreren Brücken wurde ein Betonviadukt mit 35 Bögen errichtet. Im Spätherbst 1910 begannen bei Niedrigwasser die ersten Bauarbeiten für die Innbrücke in Innsbruck. Der erforderliche Pfeiler in der Flussmitte wurde mit Hilfe eines Senkkastens errichtet. Umfangreiche Erdarbeiten waren für die Herstellung einer großflächigen Dammschüttung zwischen der Innbrücke Innsbruck und der Brücke über die Bundesstraße beim Bahnhof Hötting sowie für die Herstellung des Planums beim Bahnhof Hötting erforderlich. Die dafür erforderlichen Erdmassen fielen bei der Herstellung der Einschnitte zwischen Streckenkilometer 2,2 und 2,7 an und wurden mittels Rollbahnen transportiert. Die Aufschüttungen erreichten eine mittlere Höhe von 8 m.:26–29
Trotz aller Herausforderungen konnte die Mittenwaldbahn auf dem Gebiet Österreich-Ungarns in der bemerkenswert kurzen Zeit von etwa zwei Jahren errichtet werden.
Der bayerische Teil zwischen Garmisch-Partenkirchen und Mittenwald geht zurück auf einen 1896 vom Magistrat Mittenwald an die Lokalbahn Aktien-Gesellschaft in München ergangenen Auftrag zur Ausarbeitung eines Bahnprojekts, betreffend die Weiterführung der Localbahn Murnau–Garmisch-Partenkirchen nach Mittenwald.
Die Strecke von Garmisch-Partenkirchen nach Mittenwald wurde von den Königlich Bayerischen Staatseisenbahnen am 1. Juli 1912 feierlich in Betrieb genommen, allerdings entgegen der Planung zunächst mit Dampflokomotiven, da weder die elektrischen Anlagen noch die Elektrolokomotiven fertiggestellt waren. In Bayern konnte erst am 25. April 1913 auf elektrische Traktion umgestellt werden. Die ebenfalls für den 1. Juli geplante Eröffnung des österreichischen Streckenabschnitts musste verschoben werden, nachdem ein Transformator für das Ruetzkraftwerk beim Transport beschädigt wurde und die Schlossbachbrücke zu diesem Zeitpunkt noch im Bau war. Nachdem ein Ersatztransformator geliefert wurde und die Arbeiten an den elektrischen Anlagen abgeschlossen waren, konnte am 12. Oktober 1912 die Fahrleitung eingeschaltet werden. Am 26. Oktober 1912 fand die feierliche Eröffnung des österreichischen Streckenteiles statt. Der Eröffnungszug fuhr elektrisch von Innsbruck nach Mittenwald. Am 28. Oktober 1912 wurde der öffentliche Verkehr auf der Strecke durch die k.k. Staatsbahnen aufgenommen.:80–81
Die Verbindung bis Innsbruck Hauptbahnhof erfolgte ebenfalls erst im Jahr 1913.

### Betrieb bis zum Zweiten Weltkrieg

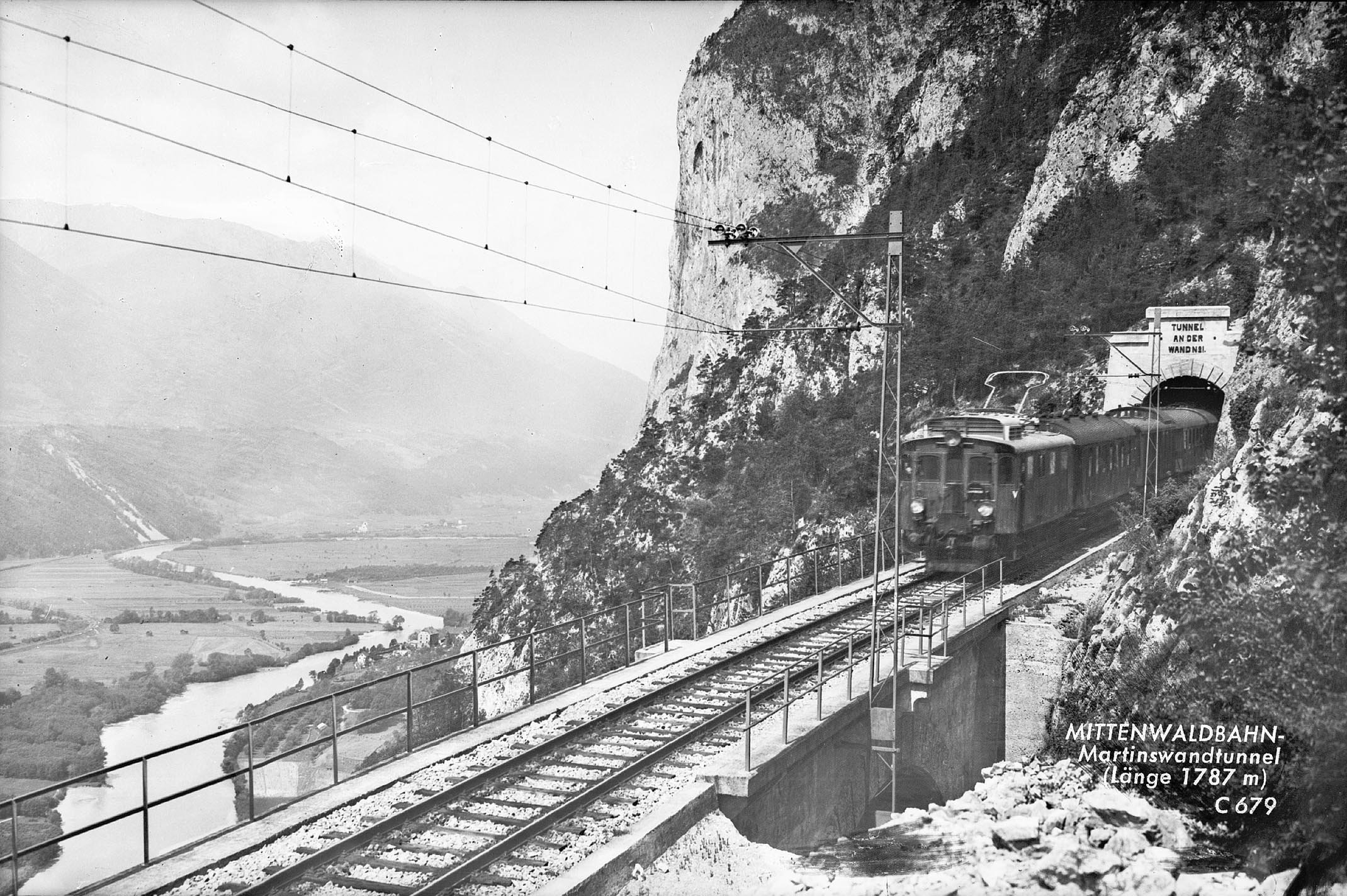
BBÖ 1060 mit Zug am Martinswandtunnel

1923 wurde die Frequenz der Bahnenergieversorgungsanlagen von 15 Hz auf 16⅔ Hz umgestellt. Nach dem Neubau des Unterwerk Zirl konnte das Unterwerk Reith durch eine Speiseleitung bis Hochzirl ersetzt werden.
1928 erhielt der Bahnhof Hochzirl als erster Bahnhof der Mittenwaldbahn Lichtsignale.:67 Bis 1930 folgten die Bahnhöfe Hötting, Kranebitten, Reith und Seefeld.
Die Betriebsführung erfolgte grenzüberschreitend durch die jeweiligen Staatsbahnen, die österreichische Bahn war für die Strecke Innsbruck–Garmisch-Partenkirchen, die Königlich Bayerischen Staatseisenbahnen beziehungsweise ihre Nachfolger für die Strecke von Garmisch-Partenkirchen nach Reutte in Tirol zuständig. Rückwirkend zum 1. Jänner 1935 wurde die Mittenwaldbahn AG verstaatlicht.:68
In der ersten österreichischen Republik gehörte die Strecke in den Zuständigkeitsbereich der Bundesbahndirektion Innsbruck. Nach dem Anschluss Österreichs 1938 firmierte diese kurzfristig als Reichsbahndirektion Innsbruck, bevor sie bereits zum 15. Juli 1938 aufgelöst wurde. Die Strecke wurde der Reichsbahndirektion München unterstellt.
1939 bis 1940 wurde die große Steinschlaggalerie in der Martinswand errichtet. Hierfür wurde erneut ein Schrägaufzug errichtet, jedoch mit einer abweichenden Trasse gegenüber dem Bremsberg vom 1910.:22
Im Zweiten Weltkrieg verhinderten die starken Gefälle und die kurzen Bahnhöfe eine starke Einbindung in die Nachschubtransporte. 1945 wurde die Mittenwaldbahn von den Alliierten als strategisch wichtig eingeschätzt, und im März und April 1945 insgesamt sechs Luftangriffe gegen das Gurglbachtalviadukt geflogen. Hierbei wurde dessen zwei nördliche Bögen zerstört.:68–69 Auch die Innbrücke in Innsbruck war mehrmals Ziel von Luftangriffen. Deutsche Soldaten sprengten die Scharnitzer Isarbrücke, wodurch die Mittenwaldbahn zu Kriegsende an zwei Stellen unterbrochen war.:68–69

### Seit 1945
Am 5. Mai 1945 begann man mithilfe amerikanischer Pioniere mit der provisorischen Instandsetzung der zerstörten Brücken der Mittenwaldbahn.:84
Unmittelbar nach der Neuerrichtung der Republik Österreich wurden die ÖBB neu gegründet; bereits am 20. Juli 1945 nahm die Generaldirektion der österreichischen Staatseisenbahnen den Betrieb wieder auf. Auch die Direktionsstruktur aus der Zeit vor 1938 wurde wieder eingerichtet, so auch die Bundesbahndirektion Innsbruck.:84 Mit der Gründung der Deutschen Bundesbahn als Nachfolgerin der Deutschen Reichsbahn für das Gebiet der Bundesrepublik Deutschland am 7. September 1949 übernahm sie den Betrieb des deutschen Abschnitts der Mittenwaldbahn.
1950 wurde die provisorische Isarbrücke bei Mittenwald durch ein neues Brückentragwerk von VÖEST ersetzt. Die Instandsetzung des Gurgelbachviadukts und der Wiederaufbau des Aufnahmegebäudes Hötting wurden 1951 abgeschlossen.:84
In den Jahren 1953 bis 1956 wurde die früher auf Straßenniveau verlaufende Verbindung zwischen Innsbruck Westbahnhof und Innsbruck Hauptbahnhof in einen Einschnitt verlegt. Die am 30. April 1956 eröffnete Strecke hob drei Bahnübergänge auf. Sie trägt den Namen Konzertkurve nach Fritz Konzert, dem damaligen Stadtbaudirektor von Innsbruck und Initiant des Bauwerkes.:85
Für die Olympischen Winterspiele 1964 wurde der gesamte Oberbau im österreichischen Streckenabschnitt erneuert und für eine Radsatzlast von 21,5 Tonnen ertüchtigt. In Seefeld wurde ein neues Aufnahmegebäude erbaut, welches am 18. Oktober 1963 eröffnet wurde.:87 Zwischen 29. Jänner und 9. Februar 1964 wurden 53.000 Reisende in 105 Sonderzügen befördert.
1968 wurde die Ausweiche Martinswand durch den Bau eines Lawinenschutzdaches gegen Lawinenabgänge gesichert.
Mit der Abhaltung der Olympischen Winterspiele 1976 in Innsbruck und Seefeld war auf der Mittenwaldbahn erneut mit starkem Fahrgastaufkommen zu rechnen, und alle Bahnhöfe wurden mit elektrischen Lichtsignalen ausgestattet. Auch der Oberbau wurde verändert, sodass nun sowohl Lokomotiven der DB als auch der ÖBB die Strecke befahren konnten. Aufgrund der seinerzeit reichlich bemessenen Brückenstatik konnten sie es sogar in Doppeltraktion tun. So wurden die Olympischen Winterspiele problemlos bewältigt, ebenso die Nordischen Skiweltmeisterschaften in Seefeld 1985.
In den 1980er Jahren, als in Innsbruck viele Straßen verbreitert wurden, wurde es nötig, die Strecke, welche Innsbruck als Hochbahn durchquert, teilweise neu zu bauen, besonders die Brücken.

### Seit 1994
Im August 2013 wurden die Gleisanlagen zwischen Hochzirl und Reith sowie zwischen Seefeld und Scharnitz generalsaniert: das bestehende Gleis wurde abgetragen, die Untergrund-Tragschicht erneuert sowie das Schotterbett gereinigt und neu aufgebracht. Danach wurden die Gleise maschinell neu verlegt. Zwischen Hochzirl und Reith wurde eine neue Fahrleitung mit Fahrleitungsmasten errichtet, auch die Tunnel wurden gereinigt und erhielten innen eine neue Spritzbetonschale. Zusätzlich wurde die Sicherungsanlage modernisiert und digitaler Zugfunk installiert.
Im Jahr 2016 wurde in Garmisch-Partenkirchen überlegt, den Haltepunkt Kainzenbad, der seit dem 3. Juni 1984 nur noch für das Neujahrsspringen genutzt wird, dauerhaft zu reaktivieren. Der neue Bahnsteig soll allerdings südöstlich des alten Haltepunktes auf der anderen Seite der Gleise errichtet werden, um das Olympia-Skistadion und das Klinikum Garmisch-Partenkirchen besser zu erschließen. Die Kosten der Reaktivierung würde die Deutsche Bahn übernehmen, falls eine noch zu erstellende Studie zum Schluss kommt, dass pro Tag 100 Zustiege erreicht werden.
Im Vorfeld der Nordischen Skiweltmeisterschaften 2019 wurde der Bahnhof Seefeld in Tirol vollständig barrierefrei umgebaut. Unter Erhalt des denkmalgeschützten Empfangsgebäudes wurden die vormalig drei Bahnsteigkanten auf zwei jeweils 245 m bzw. 275 m lange Außenbahnsteige reduziert, wobei eine Mittelweiche das gleichzeitige Wenden und Kreuzen weiterhin ermöglicht. Die Eröffnung des sanierten Bahnhofs erfolgte am 10. Dezember 2018.
Am 18. April 2022 begannen Bautätigkeiten, um einen Teil der Bögen des Inn-Viadukts in Innsbruck durch einen Nachbau zu ersetzen.
Ab Mitte März 2023 war die Strecke zwischen Garmisch-Partenkirchen und Kaltenbrunn wegen einer sanierungsbedürftigen Stützmauer am Kankerbach gesperrt. Es verkehrte ein Schienenersatzverkehr bis Mittenwald. Zwischen Oktober 2023 und Januar 2024 führte die Deutsche Bahn auf dem Streckenabschnitt Garmisch-Partenkirchen–Mittenwald eine Erneuerung des Oberbaus durch. Über 17 000 Schwellen wurden ausgetauscht. Seit 1. Februar 2024 ist die Strecke wieder durchgehend befahrbar.

### Zwischenfälle
Am 20. Jänner 1951 kam es zu einem Lawinenabgang an der Ausweiche Martinswand, bei dem eine Lokomotive der Reihe 1145 verschüttet wurde.:84 Mit Unterstützung französischer Besatzungssoldaten konnte die Bahn wieder freigeschaufelt werden.
Am 31. Juli 1954 stießen zwei Personenzüge in der großen Steinschlaggalerie zwischen der Betriebsausweiche Martinswand und Hochzirl frontal zusammen. Es wurde eine Person getötet und vier schwer verletzt.:85
Trotz des Lawinenschutzdaches in der Ausweiche Martinswand werden dort am 18. Juni 2011 die ersten beiden Wagen des ICE-Triebzugs 1171, der als ICE 1207 verkehrte, von einer Mure erfasst und entgleisten. Keiner der 25 Fahrgäste wurde ernsthaft verletzt.
Am 12. September 2023 gegen 19:30 Uhr verlegte eine 250 Meter breite Mure nördlich von Seefeld in Tirol das Gleis der Mittenwaldbahn und auch die parallel verlaufende Bundesstraße 177. Ein Personenzug, der in die Mure fuhr, entgleiste, blieb jedoch aufrecht stehen. Es wurden keine Personen verletzt. Die Strecke war für mehrere Tage gesperrt.
Durch ein Sommergewitter gingen am Abend des 12. August 2024 mehrere Muren zwischen Innsbruck und Seefeld ab. Ein von Innsbruck kommender Zug fuhr in eine Mure und konnte selbständig nach Innsbruck zurück fahren. Der weiterer, von Seefeld kommender Zug fuhr ebenfalls in eine Mure; die etwa 20 Fahrgäste wurden mit Unterstützung der Feuerwehr evakuiert. An der Schieneninfrastruktur sowie an der Hangsicherung entstanden massive Schäden. Nachdem 23.000 Tonnen Geröll entfernt wurden, konnte der Betrieb am 2. September 2024 wiederaufgenommen werden.

## Streckenbeschreibung

### Streckenverlauf

#### Innsbruck – Scharnitz

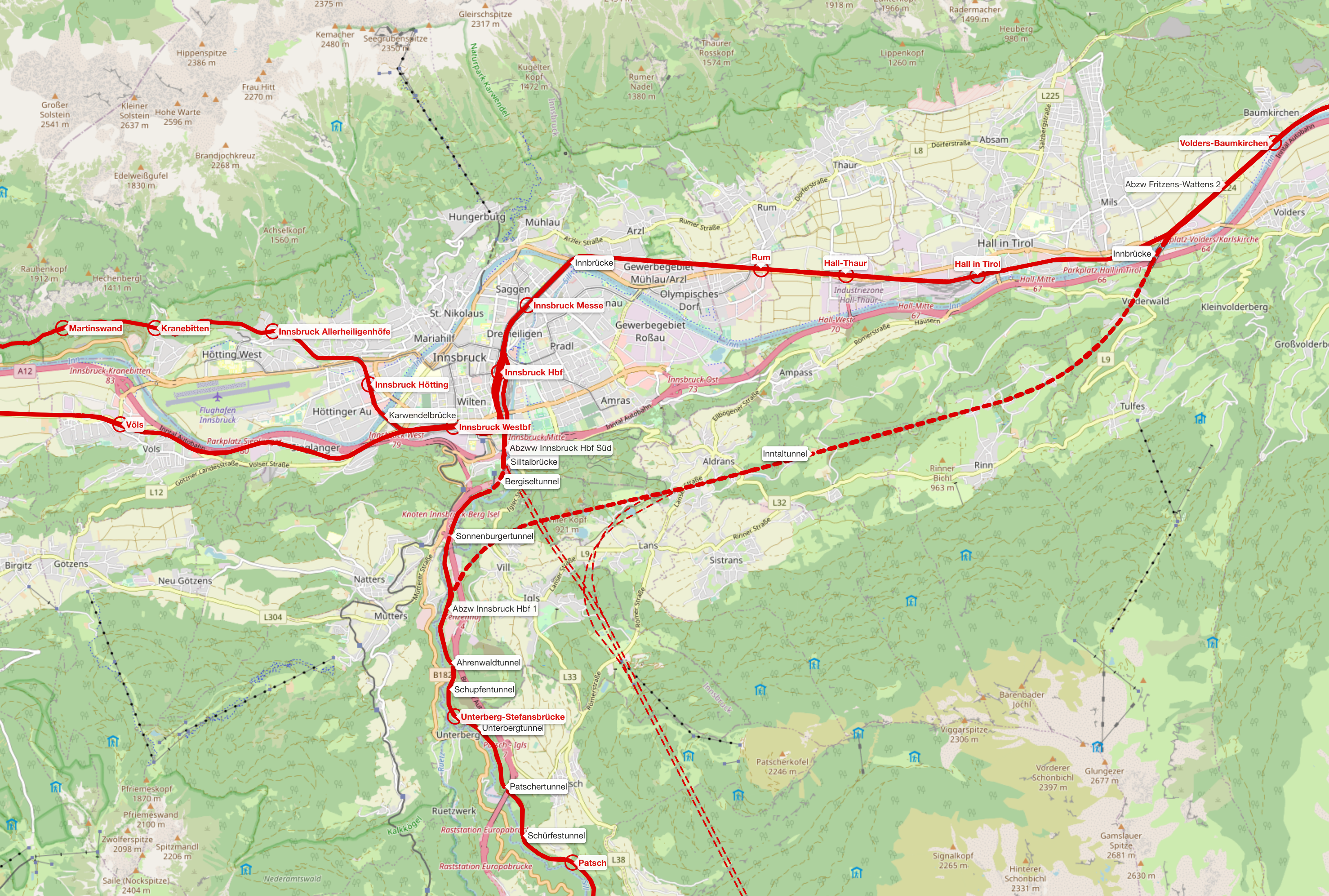
Bahnanlagen im Raum Innsbruck

Die Karwendelbahn besticht durch kühne Streckenführung, geplant vom Ingenieur Josef Riehl.
Viele Brückenbauwerke ähneln in ihren Abmessungen der Schweizer Albulabahn. Während dort jedoch auf Naturstein zurückgegriffen werden konnte, musste in Tirol Beton verwendet werden. Auch die Tunnelwölbungen mussten betoniert werden, weil das Gestein zersprang. Der kleinste Kurvenradius der Mittenwaldbahn beträgt 200 m, die Maximalsteigung liegt mit 38 Promille noch deutlich höher als die 31 Promille der Arlbergbahn oder die 26 Promille der Brennerbahn.
Die Strecke verlässt am Westbahnhof nordwärts die Arlbergbahn, überquert den Inn in Hötting auf einer Stahlbrücke und wird über den Talboden im Stadtgebiet als angedämmte Hochbahn geführt. Noch in Hötting – auf der Distanz von 19,2 km muss nun der Höhenunterschied von hier auf 580 m ü. A. bis zum Seefelder Sattel auf 1185 m bewältigt werden – nach Überbrückung der Kranebitter Allee wendet sie sich wieder am Bergfuß der Nordkette westwärts und nimmt nun sofort den Charakter einer steil ansteigenden Hanglehnenstrecke mit zahlreichen Kunstbauten, darunter dem Finstertal-Viadukt, an.
Im März 1910 wurde der erste Spatenstich in der sagenumwobenen Martinswand am Hechenberg getan, die mittels des Martinswandtunnels in den Ehnbachgraben hinein hinterfahren wird. Nach Querung des Ehnbachs geht es an der westlichen, steilen Grabenseite mittels einiger Kunstbauten weiter bergan bis zum Bahnhof Hochzirl.
Die Trasse umfährt nun weiter die Abhänge des Brunstkopfs nördlich in den Schlossbachgraben hinein, der dann mittels Kunstbauten (samt der berühmten eisernen Bogenfachwerkbrücke Schlossbachgrabenbrücke mit einer Höhe von rund 60 m und einer Länge von 66 m) im Gefüge einer Schleife gequert wird. Die vorhin erwähnte schroff ins Inntal abfallende Martinswand und der zerklüftete Schlossbachgraben stellten die größten baulichen Herausforderungen dar. Weiter geht es im Schlossbachgraben an den Abhängen des westlich anschließenden Durschkopfs mit Hangviadukten und der Kaiserstandviadukt unterhalb der Ruine Fragenstein und – nach der Schleife – nordwestwärts Richtung Haltestelle Leithen. Dabei rückt die B177 immer näher vom Zirler Berg her an die Bahnlinie heran. Der Gurglbach wird mit dem gleichnamigen Viadukt in Reith passiert und nach Reith wird die Streckenführung über dem Graben des Niederbachs etwas ruhiger, da man das vergleichsweise flache Sattelterrain von Seefeld mit dem Kulminationspunkt der Strecke auf 1185 m ü. A. erreicht. Im Anschluss fällt die Strecke mit bis zu 30 Promille weiter nach Bayern hinein.
Über dem Seebach und dem Drahnbachgraben geht es dann an den westlichen Abhängen des Seefelder Jochs bzw. des Schlagkopfs wieder parallel zur B177 bergab bis bei Gießenbach der Talboden des Gießenbachs an seinem östlichen Hangfuß erreicht ist. Das kleine Becken von Scharnitz wird durchfahren und dabei die aus dem Karwendel kommende junge Isar überbrückt. Mit der Scharnitzer Klause, einer Talenge, ist auch die Staatsgrenze nach Deutschland erreicht.

#### Scharnitz – Garmisch-Partenkirchen
Am Talboden geht es nunmehr im Isartal bis Mittenwald, wo der Fluss auf der westlichen Talseite in den Ort hinein gequert wird. An der westlichen Hanglehne geht es weiter etwas bergauf, um nicht im Isartal bis Krün wie die Bundesstraße 2 zu gelangen, sondern eine Abkürzung über die Isarhochterrasse und das eiszeitlich geprägte Areal um den Schmalensee bis Klais zu nehmen. In Klais wird die Wasserscheide zwischen Kranzbach und Köchelgraben entlang der Deutschen Alpenstrasse überfahren und nun geht es steil auf einer nördlichen Hochterrasse des Kankerbachs abwärts bis auf den sich weitenden Tal- und Beckenboden der Partnach im Ortsteil Garmisch von Garmisch-Partenkirchen. Zu guter Letzt wendet sich die Trasse noch nordwärts in den Bahnhof Garmisch-Partenkirchen hinein, wo Anschluss an die Strecke über Murnau und Weilheim nach München sowie an die Außerfernbahn über Reutte in Tirol nach Kempten (Allgäu) besteht.

### Hochbauten
Die Hochbauten des österreichischen Abschnitts wurden vom Architekten Max von Ferstel im Heimatstil entworfen. Max von Ferstel war der Schwager von Wilhelm von Doderer. Entgegen der bis dahin üblichen Praxis wurden die Aufnahmegebäude nicht in sogenannte Normalien nach Klassen eingeteilt, sondern jedes Gebäude wurde individuell gestaltet. Die Pläne wurden Anfang 1910 bei den Behörden eingereicht, von diesen jedoch abgelehnt, woraufhin im August 1911 die teilweise völlig überarbeiteten Pläne erneut eingereicht wurden. Da die ersten Rohbauten bereits im September 1911 fertiggestellt waren, ist davon auszugehen, dass mit dem Bau bereits begonnen wurde, bevor die Baugenehmigungen vorlagen.:45–48
- An den unbesetzten Haltestellen Allerheiligenhöfe, Kranebitten und Leiten entstanden einfache Wartehäuschen aus Holz.[11]:50,52
- Die Bahnhöfe Martinswand Ausweiche, Hochzirl und Reith erhielten zweigeschossige Aufnahmegebäude im Heimatstil („Tirolerhaus“) mit Satteldach, teilweiser Holzverschalung und Balkonen. Während in Reith das Gütermagazin als Anbau an das Aufnahmegebäude errichtet wurde, steht das Gütermagazin in Hochzirl freistehend gegenüber dem Aufnahmegebäude.[11]:52–55[12]:60–63
- Die Bahnhöfe Hötting, Seefeld, Gießenbach und Scharnitz erhielten individuell gestaltete Gebäude mit steilen Walmdächern und Dachgauben, einer gleisseitigen Bahnsteigüberdachung und von außen sichtbaren Bögen im Erdgeschoss. Die Bedeutung von Scharnitz als Grenzbahnhof wurde durch das größte und repräsentativste Gebäude des österreichischen Streckenabschnitts unterstrichen. Ursprünglich besaß es einen zentralen Turm, der jedoch in der Zwischenkriegszeit abgetragen wurde.[11]:49–55[12]:60–63

In den Obergeschossen allen Aufnahmegebäude befanden sich Dienstwohnungen für das Bahnpersonal.
Neben diesen dem öffentlichen Verkehr dienenden Bauten wurden u. a. in Wilten eine Remise, in Reith ein Unterwerk und an der Grenze bei Scharnitz eine Zählerstation errichtet.:49–55:60–63
Die Gebäude in Allerheiligenhöfe, Kranebitten, Martinswand Ausweiche, Hochzirl, Leithen, Gießenbach und Scharnitz bestehen heute weitgehend im Originalzustand. Lediglich das Aufnahmegebäude in Hötting wurde 1951 stark verändert und der Bahnhof Seefeld 1963 durch einen Neubau ersetzt. Ebenfalls abgerissen wurde 2009 die Remise in Wilten.:49–55:60–63
Später wurden für die Haltestellen Seefeld-Playcastle (1999 erbaut) und Ankerschlag (1945 erbaut) Wartehäuschen errichtet.:49–55:60–63
Im bayerischen Streckenabschnitt wurden dagegen im Vergleich relativ schlichte Gebäude errichtet:
- Die Empfangsgebäude von Kainzenbad, Kaltenbrunn und Klais erhielten Satteldächer und Bögen im Erdgeschoss.
- Das Mittenwalder Empfangsgebäude wurde als fünfteiliger Bau im Stil des Historismus errichtet.

### Kunstbauten
Aufgrund der Streckenführung mussten zahlreiche Kunstbauten errichtet werden. Auf der Mittenwaldbahn liegen insgesamt 16 Tunnel. Der längste ist der rund 1810 Meter lange Martinswandtunnel, der die gleichnamige Felswand durchquert. Der Großteil der Brücken wurde als Viadukte aus unbewehrten Stampfbeton errichtet. Die Rohstoffe mussten insbesondere im Bereich Hochzirl aufwendig mit Fuhrwerken aus dem Inntal herangebracht werden.:20 Im österreichischen Abschnitt wurden kreisrunde Wölbungen mit einem maximalen Durchmesser von 22 Meter verwendet. Durch die Beschränkung auf wenige Radien konnten die Lehrgerüste den Brückenbau rationeller eingesetzt werden.:32
Im Folgenden sind einige wichtige Brückenbauwerke der Mittenwaldbahn aufgelistet:
| Name                     | Länge   | Bogenweiten     | Bild |
| ------------------------ | ------- | --------------- | ---- |
| Inn-Viadukt              | 230 m   | 35 × 6 m        |      |
| Karwendelbrücke          | 108,4 m | -               |      |
| Klammbach-Brücke         | 34 m    | 22 m            |      |
| Finstertal-Viadukt       | 54 m    | 10/22/10 m      |      |
| Vorberg-Viadukt          | 117 m   | 8/22/22/22/10 m |      |
| Schloßbach-Brücke        | 67 m    | -               |      |
| Lehen-Viadukt            | 28 m    | 5/5/8/8 m       |      |
| Kaiserstand-Viadukt      | 46,8 m  | 7/22/5,5 m      |      |
| Gurglbach-Viadukt        | 75,4 m  | 6/12/22/12/6 m  |      |
| Hermeles-Vaidukt         | 20 m    | 12/8 m          |      |
| Isarbrücke bei Scharnitz | 37 m    | -               |      |

Neben den großen Tunneln und Brücken waren allein im österreichischen Abschnitt 420 kleinere Bauwerke für Wege und Gewässerquerungen sowie umfangreiche Stützmauern zu errichten.:25

## Betrieb

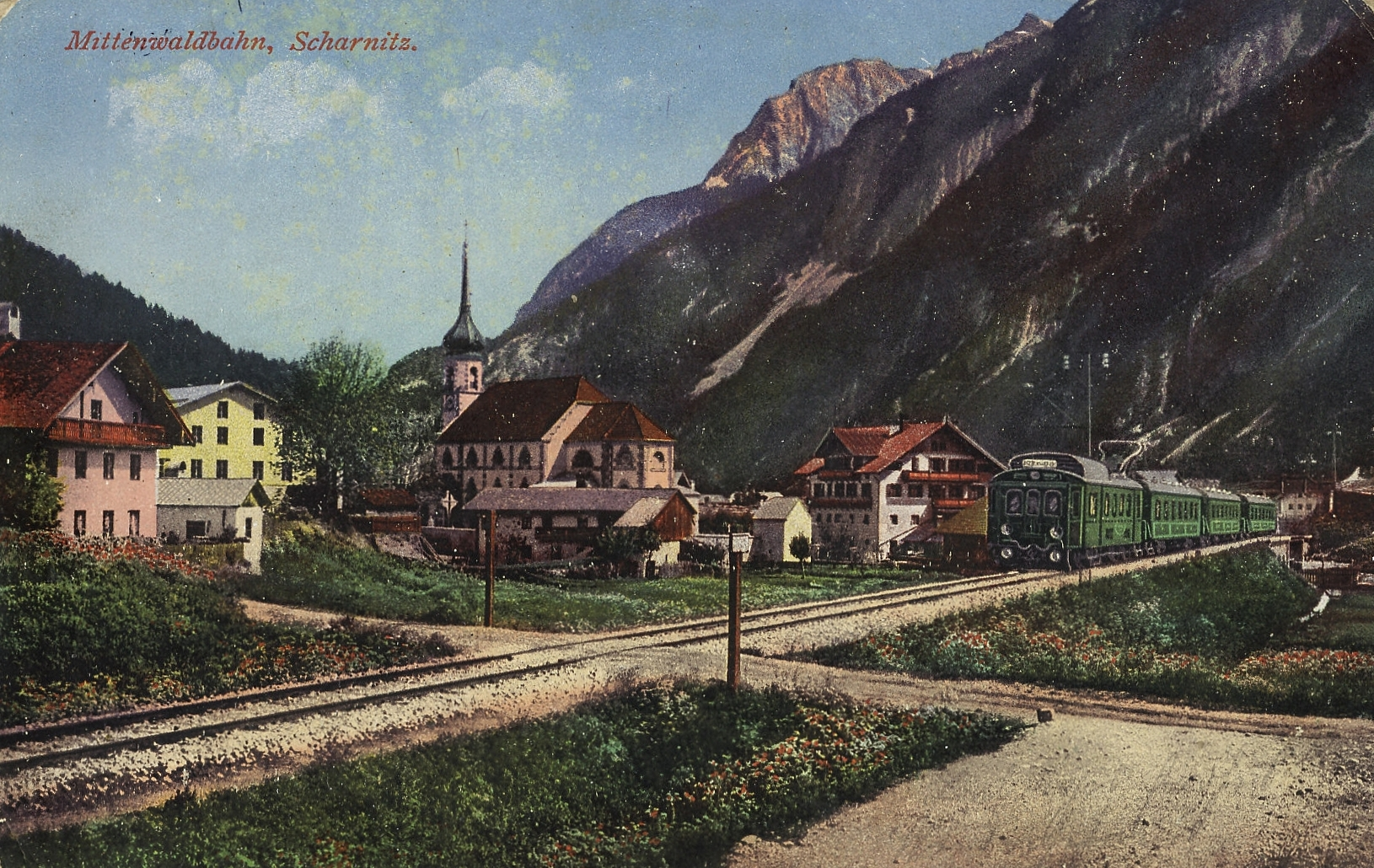
Scharnitz um 1912 mit neuer elektrischer Karwendelbahn

Die Mittenwaldbahn ist vor allem im Regional- und Tourismusverkehr von Bedeutung. Die Linie S6 der S-Bahn Tirol verkehrt im Stundentakt von Innsbruck bis Seefeld, etwa jeder zweite Zug weiter bis Scharnitz. Auf deutscher Seite fahren stündlich Regionalzüge von München über Garmisch-Partenkirchen nach Mittenwald, alle zwei Stunden weiter nach Innsbruck. Ab dem 8. April 2013 war bei diesen Zügen ein Umsteigen in Mittenwald nötig, da den bisher eingesetzten Zügen der Deutschen Bahn die in Österreich vorgeschriebene Notbremsüberbrückung fehlte. Dieser Zustand dauerte bis zum Einsatz der neuen Züge des Typs Talent 2 im Dezember 2013 an.
Der internationale Fernverkehr München–Innsbruck nutzt meist die längere, aber schnellere Strecke via Rosenheim–Kufstein und die Unterinntalbahn, die Karwendelbahn wird jedoch seit jeher von Fernzügen befahren, die die an ihr liegenden Fremdenverkehrsorte bedienen. Seit dem Fahrplan 2007 fährt am Wochenende ein ICE-Zugpaar Karwendel von Berlin über München nach Innsbruck mit den Zwischenstationen Mittenwald und Seefeld über die Mittenwaldbahn.
Die FS Treni Turistici kündigte für den Zeitraum des Oktoberfestes 2025 insgesamt zwei Nachtzug-Paare Roma–München über Garmisch-Partenkirchen an.
Im Zielnetz 2040 ist eine Taktverdichtung im Stadtgebiet Innsbruck mit vier Zügen pro Stunde samt einer Wendeanlage bei Kranebitten vorgesehen.

## Fahrzeugeinsatz

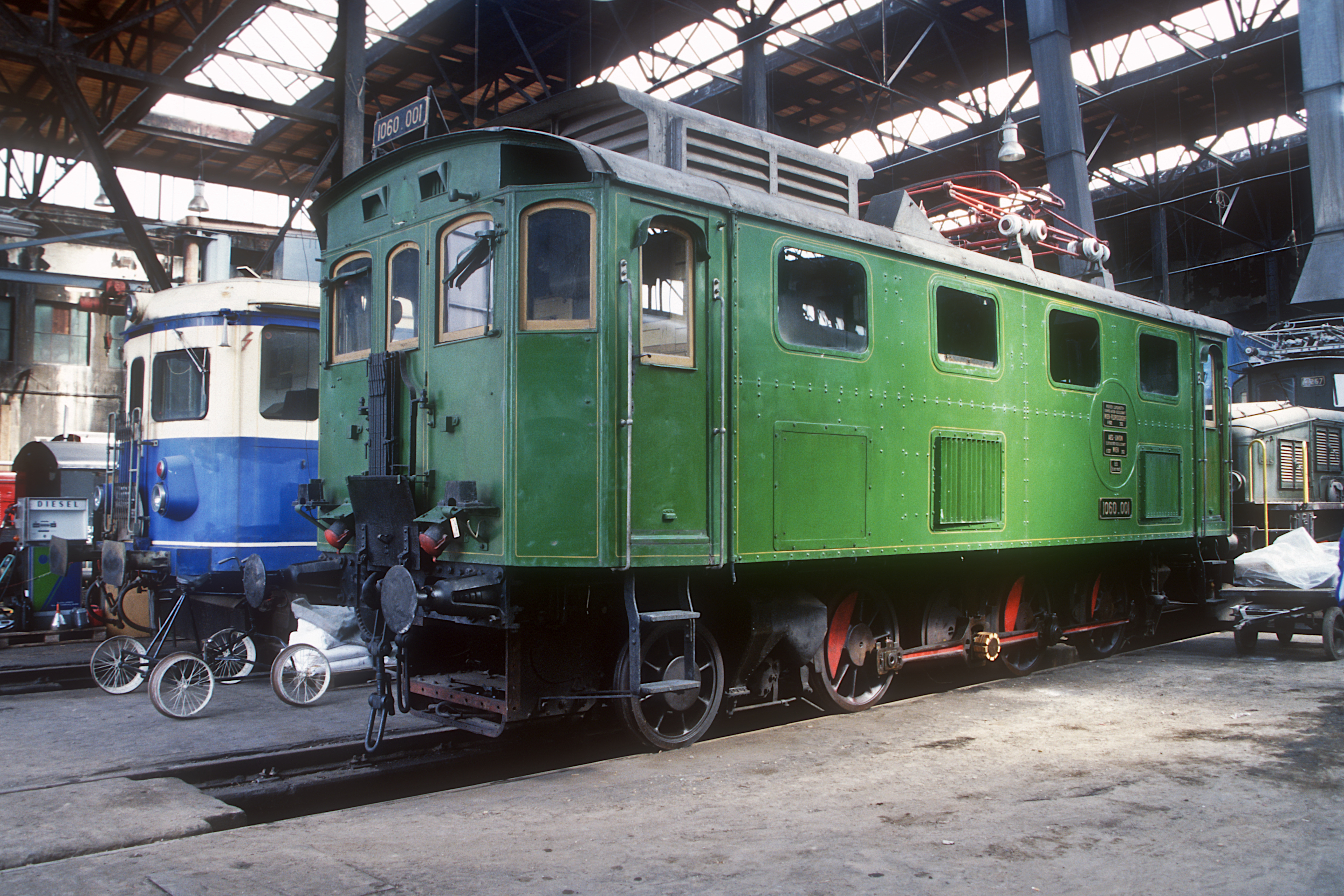
kkStB 1060

So wie die Hochbauten eigens für diese Bahnstrecke entworfen wurden, wurden auch die Fahrzeuge eigens für den Betrieb auf der Mittenwaldbahn konstruiert.
Die k.k. Staatsbahnen ließen hierzu durch die AEG-Union und die Lokomotivfabrik Floridsdorf die 1´C-gekuppelte Elektrolokomotive Baureihe 1060 bauen. Bei dieser Lokomotivtype mit Schrägstangenantrieb und 620 kW starkem Winter-Eichberg-Motor, richtungsweisend bereits mit Vielfachsteuerung und für Einmannbetrieb ausgerüstet, handelte es sich um die erste österreichische Vollbahn-Elektrolokomotive.
Ebenso wie die Lokomotiven ließen die kkStB auch den Wagenpark eigens gestalten, als Grundlage dienten hier jedoch bereits existierende Normierungen für Personenwagen. Insgesamt wurden 10 Personenwagen 1. und 2. Klasse (davon drei ABiy mit Aussichtssalon und Plattformsitzen) sowie 23 Waggons 3. Klasse angeschafft. Die von der Grazer Waggonfabrik gelieferten zwei und dreiachsigen Personenwagen mit offenen Plattformen und Radständen von 9.200 bzw. 8.000 mm wurden zeitgenössisch als Alpenschnellzugswagen bezeichnet und zeichneten sich – im Gegensatz zu den anderen kkStB-Waggons – durch hochgewölbte Tonnendächer und geschwungene Fensterrahmen aus. Als technische Neuerung kam hier zum ersten Mal bei den Österreichischen Staatsbahnen die Westinghouse-Druckluftbremse zum Einsatz.

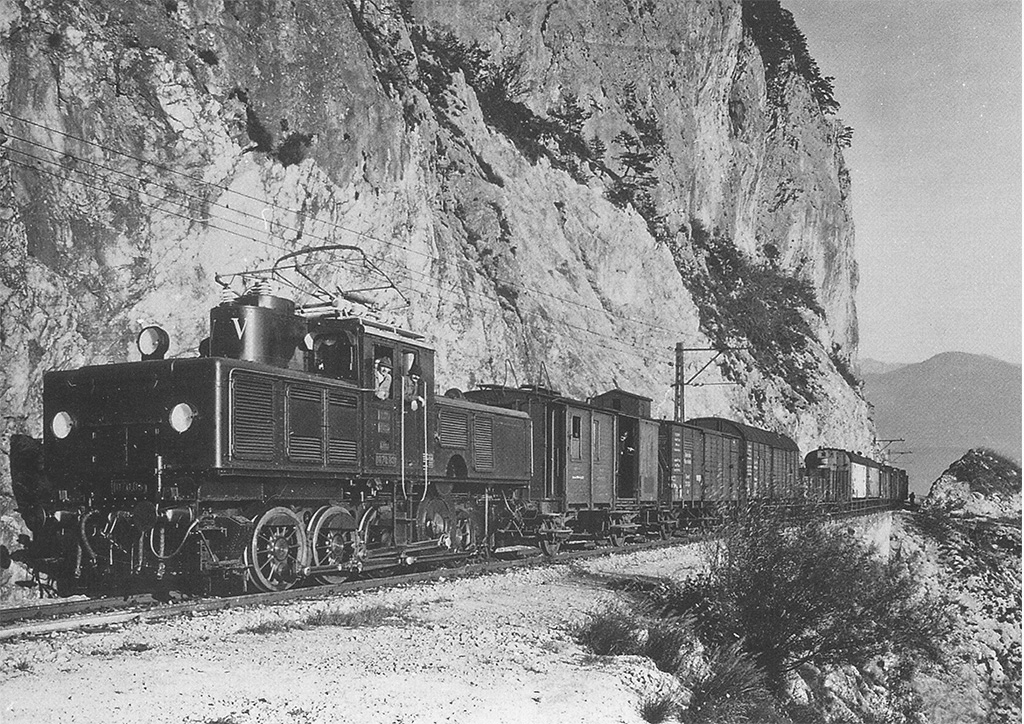
Probezug mit BBÖ 1070 in der Martinswand (18. Juli 1927)

Die k.bay.Sts.B. ließen für ihren Streckenabschnitt die 710 kW leistende 1´C 1´- Elektrokomotive der Baureihe EP 3/5 entwerfen, die in fünf Stück ab 1913 zum Einsatz kamen.
Ab 1927 kamen mit den eigens u. a. für die Mittenwaldbahn konstruierten BBÖ 1170 die ersten vierachsigen Drehgestelllokomotiven mit Einzelachsantrieb zum Einsatz, die später durch die Nachfolgebaureihe BBÖ 1170.1 ergänzt wurden. Auch Einsätze der Baureihen BBÖ 1080 und ET 10 sind belegt, die Rangierlokomotiven BBÖ 1070 fuhren zumindest hier zur Probe.
Anfang der 1930er Jahre erhoffte man sich bei den BBÖ, den Fremdenverkehr auf der Mittenwaldbahn durch den Einsatz von Aussichtswagen zu beleben. Für diese offenen Sommerwagen, die wegen des Oberleitungsbetriebs mit einem Schutzgitter ausgestattet waren, wurden die Untergestelle zweier ehemaliger Wiener Stadtbahnwagen herangezogen. Sie wurden 1932 in der Hauptwerkstätte St. Pölten umgebaut.
Ab Herbst 1936 wurden auch die beiden Gläsernen Züge der Baureihe ET 91 eingesetzt.:68

### Sonderwagen für den Karwendel-Express

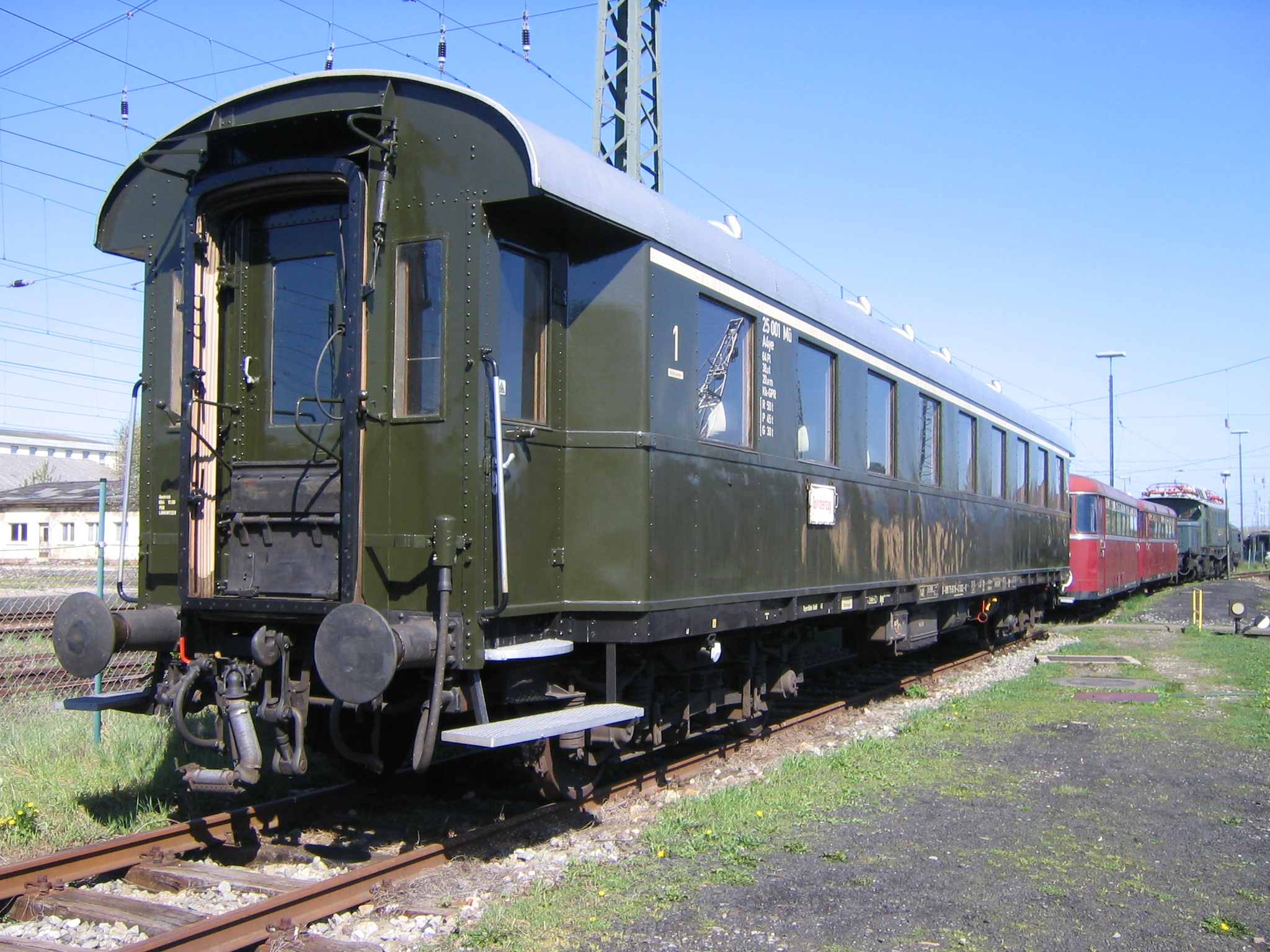
A4y-29b (ehemals B4ü Bay 29) 25001 im Bayerischen Eisenbahnmuseum in Nördlingen

1928 ließ die Gruppenverwaltung Bayern der Deutschen Reichsbahn bei MAN in Nürnberg mehrere Wagen speziell für die Karwendelbahn in Leichtbauweise bauen und setzte sie ab 1930 in dem neuen Schnellzug Karwendel-Express von München nach Mittenwald und saisonal bis Innsbruck ein. Der Zug war speziell für die Bedürfnisse des Fremdenverkehrs konzipiert. Die Wagen hatten einen Mittelgang und große Fenster, um eine gute Aussicht zu gewährleisten. Sie besaßen einen dunkelblauen Wagenkasten, der Fensterbereich war hellblau. Es handelt sich um folgende 13 Fahrzeuge:
- fünf B4ü Bay 29 (später DB Aye 602)
- sieben C4ü Bay 29 (später DB Bye 654)
- ein Pw4ü-28

1932 baute die DRG in Erwartung der Olympischen Spiele folgende Wagen nach:
- acht ABC4ü-32 (später DB AByse 619)
- 21 C4ü 32 (später DB Bye 658)

## Film
- SWR: Eisenbahn-Romantik – Die Karwendelbahn – Von Innsbruck nach München (Folge 633) (online)